# Tiéningboué
Tiéningboué  est une localité du centre-Nord de la Côte d'Ivoire et appartenant au département de Mankono, région du Béré. La localité de Tiéningboué est un chef-lieu de commune. Tiénigboué est une localité située dans le centre de la Côte d'Ivoire, plus précisément dans la région du Béré. Elle fait partie du département de Mankono. Comme de nombreuses localités en Côte d'Ivoire, Tiénigboué est un village avec ses propres caractéristiques culturelles et traditions. L'économie de Tiénigboué est principalement axée sur l'agriculture, avec une production de cultures telles que le coton, le maïs et l'igname et de  l'anacarde qui sont communes dans cette région.!